# Manuel Paulino González
Manuel Paulino González (ur. 1891, zm. 5 czerwca 1954) – argentyński piłkarz, grający podczas kariery na pozycji napastnika. 

## Kariera klubowa
Manuel González podczas piłkarskiej kariery występował w Newell’s Old Boys Rosario. 

## Kariera reprezentacyjna
W reprezentacji Argentyny González występował w latach 1910-1913. W reprezentacji zadebiutował 27 maja 1910 w wygranym 3-1 towarzyskim meczu z Chile. 
W 1910 został powołany na pierwszą, jeszcze nieoficjalną edycję Mistrzostw Ameryki Południowej, który wówczas nazywał się Copa Centenario Revolución de Mayo 1910. Na turnieju w Buenos Aires González wystąpił w meczu Argentyny z Urugwajem. 
Ostatni raz w reprezentacji González wystąpił 5 października 1913 w przegranym 0-1 meczu z Urugwajem, którego stawką było Gran Premio de Honor Uruguayo. Ogółem w barwach albicelestes wystąpił w 11 meczach, w których zdobył 7 bramek. 
| Mecze i gole w reprezentacji | Mecze i gole w reprezentacji | Mecze i gole w reprezentacji | Mecze i gole w reprezentacji | Mecze i gole w reprezentacji | Mecze i gole w reprezentacji | Mecze i gole w reprezentacji |
| #                            | Data                         | Miasto                       | Przeciwnik                   | Gol                          | Wynik                        | Rozgrywki                    |
| ---------------------------- | ---------------------------- | ---------------------------- | ---------------------------- | ---------------------------- | ---------------------------- | ---------------------------- |
| 1.                           | 27.05.1910                   | Buenos Aires                 | Chile                        |                              | 3:1                          | towarzyski                   |
| 2.                           | 12.06.1910                   | Buenos Aires                 | Urugwaj                      |                              | 4:1                          | Copa Centenario              |
| 3.                           | 11.09.1910                   | Viña del Mar                 | Chile                        | Gol                          | 3:0                          | towarzyski                   |
| 4.                           | 13.11.1910                   | Buenos Aires                 | Urugwaj                      | Gol                          | 1:1                          | Gran Premio                  |
| 5.                           | 27.11.1910                   | Buenos Aires                 | Urugwaj                      | Gol                          | 2:6                          | Gran Premio                  |
| 6.                           | 25.08.1912                   | Montevideo                   | Urugwaj                      |                              | 0:3                          | Gran Premio                  |
| 7.                           | 06.10.1912                   | Avellaneda                   | Urugwaj                      |                              | 3:3                          | Copa Newton                  |
| 8.                           | 01.12.1912                   | Montevideo                   | Urugwaj                      | Gol                          | 3:1                          | towarzyski                   |
| 9.                           | 15.06.1913                   | Avellaneda                   | Urugwaj                      | Gol                          | 1:1                          | Copa Presídente Peña         |
| 10.                          | 09.07.1913                   | Avellaneda                   | Urugwaj                      | Gol · Gol                    | 2:1                          | Copa Presídente Peña         |
| 11.                          | 05.10.1913                   | Montevideo                   | Urugwaj                      |                              | 0:1                          | Gran Premio                  |